# Valeriana herrerae
Valeriana herrerae là một loài thực vật có hoa trong họ Kim ngân. Loài này được Killip miêu tả khoa học đầu tiên năm 1926.